# Jorge Alberto Navarro
Jorge Alberto Navarro Ortega (19¿?-1963) fue un guerrillero y revolucionario nicaragüense.
Jorge Navarro fue junto, entre otros,  Tomás Borge Martínez, Silvio Mayorga, Germán Pomares Ordoñez, Rigoberto Cruz (Pablo Úbeda), Francisco Buitrago y Carlos Fonseca, fundador del Frente Sandinista de Liberación Nacional (FSLN). Era conocido por el seudónimo de Juan Luna.

## Biografía
Jorge Alberto Navarro era el hijo mayor de Ernestina Navarro, relevante luchadora y militante sandinista y hermano de la también Ernestina Navarro. Nació en Managua, ciudad a la que se había trasladado la familia poco después del nacimiento de su madre. Estudió en el Instituto Ramírez Goyena de Managua hasta que una vez finalizado el bachillero se trasladó a León para comenzar los estudios de Derecho en la Universidad Nacional Autónoma de Nicaragua (UNAN).
Se involucró en la lucha contra la dictadura de los Somoza en el instituto y viajó, entre 1960 y 1961, a Irak, Libia y la Unión Soviética para participar en diferentes internacionales revolucionarias. El 23 de julio de 1961 participa junto a otros compañeros de lucha en la fundación del Frente Sandinista de Liberación Nacional (FSLN).  En 1962, junto a Fonseca, organiza las primeras células obreras y estudiantiles en Managua, León, Matagalpa, Estelí, Somoto y Ocotal. En 1963 fue el encargado del Frente interno en Nicaragua.
Fundó, junto con Carlos Fonseca,  el primer periódico clandestino del FSLN. Participó en la toma de  Radio Mundial el 22 de marzo de 1963  para leer la  primera proclama del FSLN  en la que se denuncia y condena la reunión que realizan en San José Costa Rica el presidente norteamericano John F. Kennedy con los presidentes centroamericanos. Dirigió y ejecutó la primera operación de recuperación económica atracando la sucursal El Carmen del Banco de América en Montoya.
En 1963 abandona los estudios, estaba en el tercer año de la carrera, para integrarse en la lucha guerrillera y se traslada al frente abierto en Raití-Bocay donde sería hecho prisionero por la Guardia Nacional el 27 de octubre de 1963 junto a seis compañeros de lucha. Tras sufrir diferentes tipos de maltrato, les hicieron cavar su propia tumba, fue asesinado. Sus restos mortales fueron trasladados al cementerio Oriental de Managua junto a Francisco Buitrago y Mauricio Córdoba.
La militancia de Jorge Alberto Navarro en la lucha anti somocista derivo en que su madre sufriera represalias por ello cancelándole la plaza de profesora de primaria.